# Янссен, Адольф
Адо́льф А́вгуст Я́коб Я́нссен (нем. Adolf August Jakob Janssen; 20 мая 1916, Хёр-Гренцхаузен, Германская империя — 23 апреля 2004, Бад-Хомбург-фор-дер-Хёэ, Германия) — гауптштурмфюрер СС, командир части зондеркоманды 4а в составе айнзацгруппы C.

## Биография
Адольф Янссен родился 20 мая 1916 года в семье военнослужащего, позже ставшего ресторатором. С 1922 по 1926 год посещал школу в районе Кобленца Пфаффендорф. С 1926 года посещал государственную гимназию в Кобленце, сдав в 1935 году экзамены на аттестат зрелости.
В ноябре 1929 года вступил в Гитлерюгенд. 1 мая 1934 года вступил в НСДАП (билет № 3501019). В октябре 1936 года поступил в имперскую трудовую службу. В октябре 1937 года стал служить в отделении гестапо во Франкфурте-на-Майне. 18 февраля 1938 года был зачислен в ряды СС (№ 392501). В декабре 1939 года проходил учебный курс гестапо в офицерской школе полиции безопасности, сдав в августе 1940 года экзамен на звание комиссара. В мае 1941 года был переведён в школу пограничной полиции в Прече, где присоединился к зондеркоманде 4a, входившей в состав айнзацгруппы C. До октября 1941 года был командиром части этого подразделения. На этой должности участвовал в массовых убийствах на Украине, в частности в массовом убийстве в Бабьем Яру. В апреле или мае 1942 года служил в концлагере Бухенвальд, где занимался созданием батальона из русских перебежчиков в рамках Организации Цеппелин. В апреле 1944 года был переведён в управление VI Главного управления имперской безопасности (РСХА) (внешняя служба разведки), где ему было поручено создать школу обороны. 20 апреля 1944 года ему было присвоено звание гауптштурмфюрера СС.
В 1945 году в качестве ординарца был призван в группу армий «Висла», затем в 25-ю моторизованную дивизию и впоследствии в 38-ю пехотную дивизию СС, со штабом которой попал в плен. В 1946 году как бывший член войск СС был интернирован. В августе 1947 года сбежал из лагеря для интернированных в Лангвассере. 23 декабря 1947 года был арестован во Франкфурте-на-Майне и помещён в лагерь для интернированных в Дармштадте. На Рождество 1947 года вновь совершил побег. Янссен начал работать стажёром в строительной компании в Ганновере, позже до 1950 года работал там же в стекольной компании. С 1951 по 1954 год был руководителем филиала и начальником финансового отдела жилищного кооператива. До 1959 года был юрисконсультом и начальником финансового отдела независимой жилищной компании в Ганновере, а затем земельным управляющим сберкассы по строительству. С 1 апреля 1965 года был директором банка ипотечного кредитования и начальником кредитного отдела в Южной Германии. 26 мая 1965 года был арестован. 2 октября 1967 года началось судебное разбирательство в земельном суде Дармштадте против бывших служащих зондеркоманды 4a. 29 ноября 1968 года за пособничество в убийстве в двух случаях был приговорён к 11 годам заключения.